# Paul Cattermole
Paul Gerald Cattermole (St. Albens, 7 de marzo de 1977-Wareham, Dorset, 6 de abril de 2023) fue un cantante y actor británico que perteneció al grupo pop S Club 7 entre 1998 y 2002. Además fue el cantante principal de la banda Skua y, más tarde, de Charlie Bullitt, hasta abandonarla en octubre de 2005.

## Inicios
Inicialmente, Cattermole tenía el sueño de convertirse en una estrella del rugby, pero no se sintió lo suficientemente bueno como para seguir ese sueño. A los 16 años, quiso formar una banda de heavy metal con sus amigos llamada Skua, pero al final el proyecto no salió adelante. Como Hannah Spearritt, Cattermole fue miembro del "National Youth Music Theatre", apareciendo, junto con Spearritt, en Pendragon (1994). A su vez, en el colegio, hizo un dúo para una producción escolar con Emma Bunton, que luego se volvería famosa como miembro de las Spice Girls. Uno de los tutores de Cattermole dijo lo siguiente en una entrevista: "Paul era un estudiante tranquilo, y no exhibió, inicialmente, la calidad de estrella que claramente tiene. Sin embargo, algo hizo clic cuando Paul y Emma Bunton, quienes estaban en la misma clase el año anterior, terminaron haciendo dúo en una producción del colegio, y de ahí en adelante, más o menos escatimé que él continuaría hasta lograr grandes cosas". Los trabajos de Cattermole previos a S Club 7 incluyeron repartidor de diarios, cartero, carnicero, portero de un teatro, recolector de basura y limpiador de baños. Él también realizó un curso de teatro y actuación en la prestigiosa "Mountview Drama School". Mientras estudiaba en dicha academia, también era el líder de la banda de nu metal Skua, de la cual, junto con amigos de la escuela, había formado parte desde inicios de los noventa.

## S Club 7
Fue descubierto por el dueño de 19 Entertainment, Simon Fuller, cuando apareció en un show, donde se le pidió que audicionara para S Club 7.
El grupo tuvo cuatro sencillos Número 1 en Inglaterra, un álbum Número 1 en ese mismo país, y un hit Top 10 en Estados Unidos. Él protagonizó en las series de televisión propias de la banda: "Miami 7" (1999), "L.A. 7" (2000), "Hollywood 7" (2001) y "Viva S Club" (2002). Formó parte de tres tours en Inglaterra, y ganó dos prestigiosos Brit Awards y otros numerosos premios. Más polémicamente, en marzo de 2001, fue detenido e interrogado (junto con sus compañeros miembros de la banda Jon Lee y Bradley McIntosh) luego de ser atrapados en posesión de marihuana en el Covent Garden de Londres. En octubre de 2001, en medio de un fuego de publicidad, Hannah Spearritt reveló que había estado en una relación secreta con Cattermole desde hacía 6 meses.
Cattermole fue el primero en abandonar S Club 7, en junio de 2002, declarando su disgusto por la música pop y por el altamente comercializado mundo del pop en general.

## Después de S Club 7
Luego de abandonar S Club 7, reunió a su antigua banda Skua (que contó con el guitarrista Stevie K de la Stevie K Band). Sin embargo, con solo unos pocos shows en vivo y una breve sesión de grabaciones, Skua se separó menos de un año después. En 2003, apareció en batería con una nuevamente reformada Shed 7. Cattermole se hundió en la oscuridad hasta principios de 2005, cuando reapareció como cantante principal y compositor de la banda de rock llamada Charlie Bullitt. Durante todo el 2005, el grupo se presentó en numerosos clubs y pubs en muchos lugares, como Londres, Brighton y Aberdeen, pero falló en atraer alguna atención significativa y, en octubre de 2005, Cattermole abandonó la banda.
Terminó su relación afectiva con Hannah Spearritt a principios de 2006.
En 2006, Cattermole dijo que odiaba ser parte de una banda manufacturada, y que estaba en contra de formar parte de cualquier reunión. Durante la misma entrevista, también reveló que él y el futbolista inglés de la sub-21 del Wigan Athletic, Lee Cattermole, eran primos.
En octubre de 2007, apareció una página MySpace oficial de Cattermole, conteniendo cuatro nuevas canciones coescritas con su amigo Lee Turner.
En la víspera de la Navidad de 2007, Paul y su excompañero de S Club 7 Bradley McIntosh realizaron presentaciones como DJ para los estudiantes de la "University of Winchester" en su baile de Navidad (1 de diciembre), y en "The Old Firestation", el club de la "Students Union" de la "Bournemouth University" (10 de diciembre).
Paul realizó digitalmente un EP llamado "You Make Me Happy" (extraído de las canciones mostradas en su página MySpace) a fines de septiembre de 2008. Sin embargo, no hubo un video musical para esta canción, lo que fue una desilusión para muchos fanes, varios de los cuales habían expresado interés en su nueva carrera.
Formó parte de una mini reunión de S Club 7, con Bradley McIntosh y Jo O'Meara, comenzando sus presentaciones en el "Stylus Nightclub" de la "University of Leeds Union" el lunes 3 de noviembre de 2008. En dicho espectáculo realizaban un set de 30 minutos en el que se incluyen la mayoría de sus hits, como "Reach", "Two In A Million" y "Don't Stop Movin'".

## Muerte
El 6 de abril de 2023, Cattermole fue encontrado inconsciente en su hogar en Dorset y luego declarado muerto ese día. Tenía 46 años de edad. Falleció por causas naturales, específicamente debido a una insuficiencia cardíaca.